# Oeverspiegelloopkever
De oeverspiegelloopkever (Notiophilus substriatus) is een keversoort uit de familie van de loopkevers (Carabidae). De wetenschappelijke naam van de soort werd in 1833 gepubliceerd door George Robert Waterhouse.